# Мистер Пит
Мистер Пит (англ. Mr. Pete, род. 30 января 1980 года, Бруклин, Нью-Йорк, США) — американский порноактёр и режиссёр, лауреат премий AVN Awards, XRCO Award и ряда других, член зала славы AVN с 2014 года.

## Ранняя жизнь
Родился в Лас-Вегасе, штат Невада. Имеет итальянские и еврейские корни.

## Карьера
Начал сниматься в фильмах для взрослых в 2000 году, в возрасте 20 лет.
31 августа 2004 года New Sensations объявила о подписании эксклюзивного контракта на исполнение и режиссуру. 7 июля 2006 года официально присоединился к Red Light District Video в качестве эксклюзивного режиссёра по контракту. Завершил контракт в июле 2008 года. Также снимал фильмы для Multimedia Productions, Devil’s Film, Hustler и VCA.

## Личная жизнь

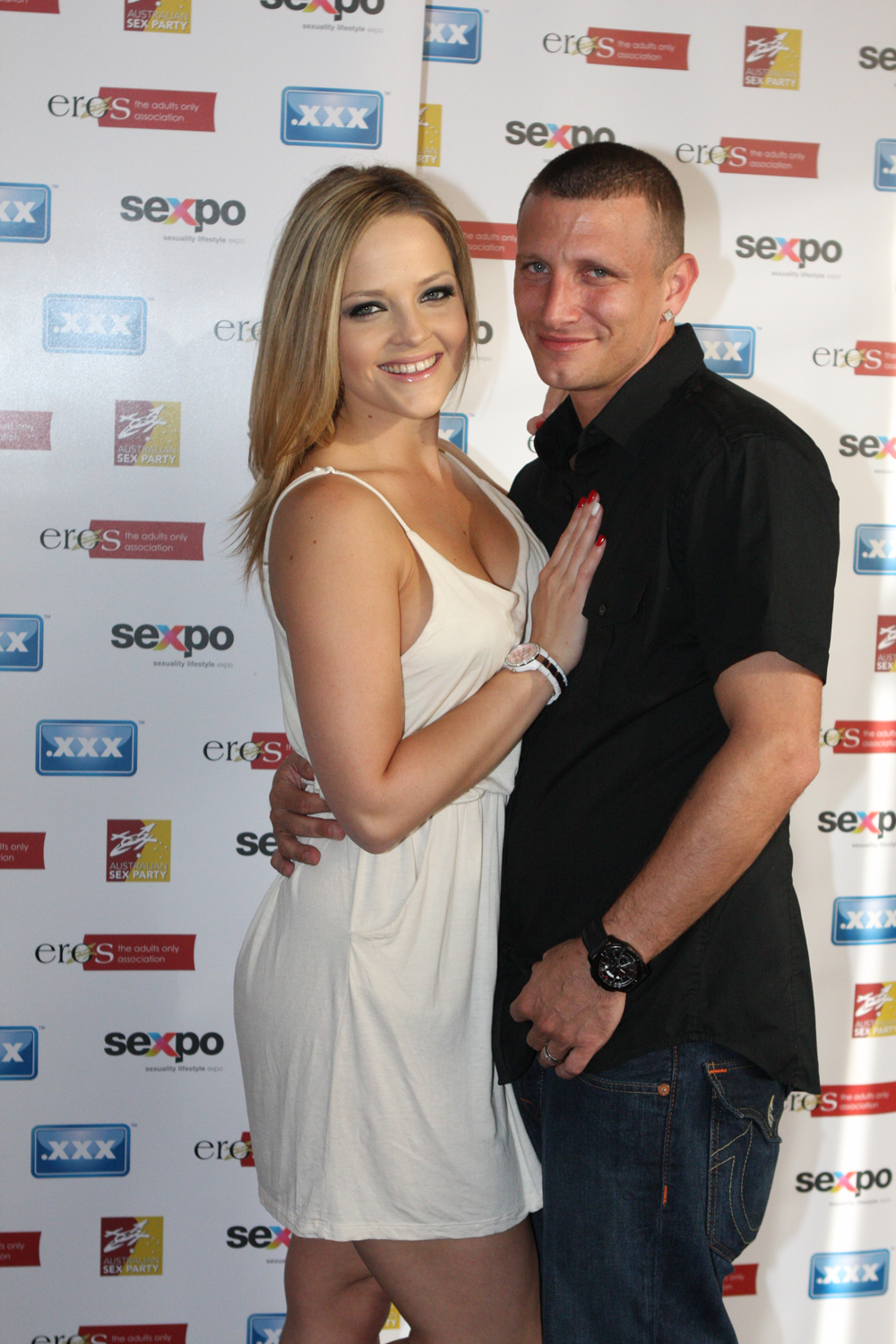
Мистер Пит и Алексис Тексас, 2012 год

Был женат на порноактрисе Алексис Тексас, с которой развелся в 2013 году.

## Премии и номинации
- 2004 AVN Award победа — самая скандальная сцена секса (Perverted Stories: The Movie) вместе с Джули Найт и Мэгги Стар[6]
- 2007 AVN Award победа — лучшая групповая сцена, видео (Fashionistas Safado) вместе с Флауэр Туччи, Christian XXX, Эриком Эверхардом, Белладонной, Сашей Грей, Джевел Марсо, Chris Charming, Gianna, Jean Val Jean, Мелиссой Лорен, Вуду, Мэри Лав, Адрианной Николь, Кэролайн Пирс, Дженной Хейз, Николь Шеридан и Сандрой Ромейн[7][8]
- 2011 Urban X Award победа — зал славы[9]
- AVN Award победа — лучшая сцена втроём, Ж/Ж/М (The Condemned — Vivid Entertainment Group) вместе с Кимберли Кейн и Крисси Линн[10]
- 2012 XRCO Award победа — Unsung Swordsman[11]
- 2013 XBIZ Award номинация — исполнитель года[12]
- 2014 включён в зал славы AVN[2]
- 2015 XBIZ Award победа — лучшая сцена — полнометражный фильм (Shades of Scarlet — Zero Tolerance) вместе с Эй Джей Эпплгейт[13]